# Vermiljoenrode kniptor
De vermiljoenrode kniptor (Ampedus cinnaberinus) is een keversoort uit de familie kniptorren (Elateridae). De wetenschappelijke naam van de soort is voor het eerst geldig gepubliceerd in 1829 door Eschscholtz.